# أوين راند كنعان
أوين راند كنعان (بالإنجليزية: Owen Rand Kenan)‏ هو سياسي أمريكي، ولد في 4 مارس 1804، وتوفي في 3 مارس 1887.